# Guerra de los Obispos

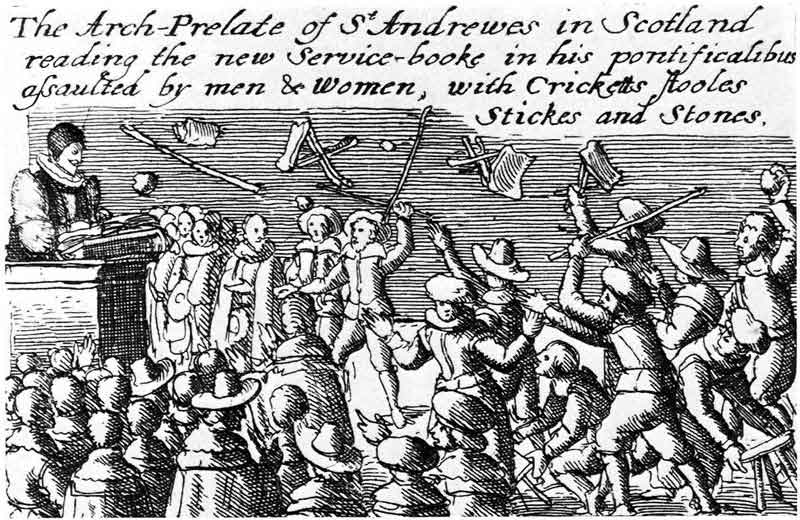
Rebelión en Escocia frente a la utilización del libro de oraciones anglicano en 1637, uno de los antecedentes de las conocidas como Guerras de los Obispos.

La  expresión Guerra de los Obispos (en latín Bellum Episcopale) hace referencia a dos encuentros armados  entre Carlos I de Inglaterra y los Covenanters escoceses en 1639 y 1640, y que fueron el precedente de la guerra civil inglesa y de las posteriores guerras de los Tres Reinos.

## Rebelión de los obispos
La Reforma Escocesa de 1560 tenía la intención de resolver el asunto de la religión del Estado en Escocia, pero en los años siguientes las controversias persistieron. Durante un tiempo considerable la estructura y gobierno de la nueva iglesia escocesa permaneció confusa, aunque en 1580 aparecieron dos bandos distintos, los presbiterianos (a favor del gobierno de la iglesia mediante consejos eclesiásticos) y los episcopalistas (a favor del gobierno mediante obispos). Aunque las líneas de confrontación no se pueden trazar con absoluta claridad, la primera posición tendió a favor de ministros radicales en la iglesia con hombres como Andrew Melville, mientras que la otra era favorecida por la corona. El rey Jacobo I de Inglaterra había declarado: « si no hay obispos, no hay rey » : la función episcopal es una ayuda esencial de la Corona. A principios del siglo XVII, Jacobo I introduce un grupo de obispos en la iglesia escocesa. De esta manera, al final del reinado de Jacobo I,  en 1625, la iglesia escocesa puede que fuese calvinista en doctrina, pero se parecía bastante a como había sido antes de la reforma.
El ascenso de los obispos pudo haber causado preocupación a los presbiterianos, pero todavía causó mayor preocupación a la nobleza escocesa, preocupada por su pérdida de poder e influencia. Muchos habían sufrido un fuerte descenso en situación y prestigio desde que el rey se trasladó a Londres después de la unión de las coronas en 1603, siempre con la disminución de avances y oficios en Escocia. Hacia 1630, al comenzar Carlos I a nombrar obispos a su Consejo Privado escocés, órgano ejecutivo, las oportunidades de la nobleza  disminuyeron todavía mucho más. En 1635, John Spottiswood, arzobispo de Saint Andrews, fue nombrado canciller, el cargo político más alto del país. A muchos nobles se les dejó fuera del Consejo en impotente frustración, incluyendo a James Graham, primer marqués de Montrose.
Aunque la situación distaba de ser satisfactoria, las cosas continuaron más o menos igual, hasta una extraordinaria crisis que se desencadenó en 1637 cuando Carlos I decidió presentar un nuevo libro de oraciones de estilo anglicano que debía ser predicado en la iglesia escocesa, sin ningún tipo de consulta previa y en contra de la opinión de los principales obispos. En la crisis que siguió, la cólera de los presbiterianos encontró causa común con el resentimiento de la nobleza, y en febrero de 1638 se adopta un manifiesto conjunto, el llamado Covenant o Convención Nacional. Aunque el documento no dice nada sobre el oficio del obispo como tal, rechazaba todas las innovaciones eclesiásticas de Carlos I. Los oponentes al rey tenían ahora un nuevo nombre: los Covenanters. En noviembre del mismo año la Asamblea General de la iglesia reunida en Glasgow, a la cual asistieron  tanto  nobles  como presbíteros, expulsó a los obispos uno por uno. Escocia se convirtió en ese momento oficialmente en presbiteriana. Carlos I exigió  la anulación de las decisiones de la asamblea, pero los covenanters se negaron. La guerra le pareció al rey la única manera de resolver la situación.

## Primera guerra de los obispos (1639)
Para Carlos I la guerra con los escoceses era una estrategia arriesgada. En Inglaterra había gobernado sin parlamento durante once años y, simplemente, no contaba con los recursos suficientes para sostener una campaña militar. Convocar un nuevo parlamento era potencialmente peligroso debido a anteriores oposiciones y por la hostilidad a su política oficial. En su lugar, el rey intentó formar una coalición de fuerzas contra los covenanters con los recursos existentes que tenía en Inglaterra y la oposición interna escocesa a los covenanters. Esta coalición se concentró en las Tierras Altas y en el territorio de los Gordons de Huntley en Aberdeen, incluyendo también tropas procedentes de Irlanda. Escocia iba a verse envuelta en ataques desde dentro y desde fuera.
La estrategia de Carlos I consistió en avanzar con el ejército real hasta las fronteras de Berwickshire, mientras que James Hamilton, conde de Arran, introdujo una tropa anfibia por el fiordo de Forth, y Randal Macdonnell, conde de Antrim, avanzó contra Archibald Campbell, conde de Argyll, y líder de los Covenanters. A Hamilton se le encargó el objetivo suplementario de socorrer al marqués de Huntly.
Pero  el montaje se vino abajo al estar los ejércitos confrontados con los problemas logísticos usuales: hombres mal entrenados y equipados; problemas en los transportes; pocas bases seguras y almacenes insuficientes; y ausencia de un plan detallado de campaña. Thomas Wentworth, conde de Strafford y Lord Diputado de Irlanda, rehusó proporcionar el apoyo necesario para la invasión que se había planeado para Escocia. Los Covenanters, aunque algo mejor preparados que el rey, al menos contaban con la ventaja de tener la moral más alta por defender una causa que creían justa. La resistencia interna a los Covenanters fue aniquilada en junio de 1639 cuando los Gordons fueron derrotados por Montrose en la batalla por el puente sobre el río Dee, el único enfrentamiento serio en toda la guerra.
Carlos I de Inglaterra llegó a Berwick a finales de mayo, acampando con el resto de su ejército a pocos kilómetros al oeste de un lugar llamado Birks, en la orilla inglesa del río Tweed. La situación estaba lejos de ser buena: la mayoría de los soldados estaban mal preparados, la comida era escasa y se extendían las enfermedades. Todo el mundo estaba atormentado por los piojos, bautizado en el humor negro de los campamentos "covenantes". Cuando el tiempo empeoraba, muy pocos encontraban refugio y no había árboles para construir chozas en los alrededores. La viruela era un peligro constante y las deserciones eran frecuentes.
En el otro lado del río, el ejército escocés al mando de Alexander Leslie soportaba condiciones apenas mejores que sus rivales ingleses. Según cuenta Archibald Johnston Warriston, Leslie tenía escasez de dinero, de caballos y de provisiones. Esta situación no podía continuar indefinidamente, y los escoceses no parecían querer cruzar la frontera. Incluso si vencieran al rey, su posición no estaría a salvo, ya que podría despertar pasiones en los ingleses. Como ninguna de las partes no podía ni avanzar ni retroceder, la única solución posible era negociar.

## Paz de Berwick
En Birks, Carlos I se encuentra en un aprieto. Su última esperanza desaparece cuando recibe una carta de Wentworth, lo que significa que no puede esperar ayuda de Irlanda, y le insta a aplazar por un año la campaña. El conde de Bristol y otros nobles le explicaron que debía convocar el Parlamento si quería continuar la guerra contra los escoceses. Al darse cuenta de que toda su estrategia se derrumbaba, Carlos decidió aceptar las propuestas de negociaciones escocesas.
Las conversaciones comienzan en la tienda del conde de Arundel el 11 de junio con la participación de seis escoceses, dirigidos por John Leslie Johnston de Warriston y el teólogo Alexander Henderson, ante la misma cantidad de ingleses. Poco después del inicio de la discusión, el rey aparece en persona, primero frío, luego, gradualmente, relajado. Después de la promesa real de una nueva Asamblea y un nuevo Parlamento para arreglar la cuestión eclesiástica, Warriston le acusó de querer simplemente ganar tiempo. Aunque Carlos responde que "el diablo no podría haber hecho una interpretación menos caritativa", presumiblemente nadie piensa en una paz permanente. Sin embargo, ambas partes están de acuerdo en dispersar sus ejércitos, y Carlos, siempre rechazando las decisiones de la "supuesta" Asamblea de Glasgow, acepta una nueva reunión en Edimburgo el 20 de agosto, seguida después por la convocatoria del Parlamento de Escocia. El Tratado de Berwick se firmó sobre estas bases el 18 de junio. Era sólo una pequeña pausa.

## Confirmación de una revolución
Como era de esperar, la Asamblea de Edimburgo confirma todo lo decidido en la de Glasgow. Incluso va más allá y descubre las verdaderas causas del conflicto con el rey. La disputa por las diferencias religiosas y el gobierno de la Iglesia enmascaran una disputa mayor sobre el poder político tradicional. El Episcopado no sólo es abolido, sino que se declaró que los hombres de la iglesia no podían ocupar un cargo civil. Peor aún para el punto de vista del rey, el nombramiento de los obispos por parte del rey no sólo es una mala práctica, sino también contraria a la ley de Dios. Carlos aceptó el argumento de que el episcopado se debía dejar temporalmente a un lado de la Iglesia de Escocia, pero decir que es contrario a las Escrituras, significa que el rechazo no está limitado ni en el tiempo ni en el espacio. Y si el episcopado es universalmente ilegal, ¿cómo puede conservarse en Inglaterra e Irlanda? El Parlamento escocés, que se reunió poco después de la Asamblea, confirma de hecho la revolución en Escocia: el poder real absoluto está muerto.
Esto es inaceptable para Carlos, que puede gobernar como monarca absoluto en una parte de su reino, y como monarca constitucional en otra parte. En Inglaterra, esta situación es propicia para generar celos por la larga tradición inglesa de leyes constitucionales. Para Carlos, convocar un nuevo Parlamento de Westminster antes de la guerra de los obispos era un asunto arriesgado, pero hacerlo después de la Asamblea y el Parlamento de Edimburgo sería un acto suicida.

## Segunda guerra de los obispos  (1640)
Desde que Carlos I regresó a Londres, prepara una nueva campaña contra los escoceses. Hace venir de Irlanda a Wentworth, nombrado conde de Strafford a principios de año y que, junto con el arzobispo William Laud, forman la columna vertebral del consejo real. Carlos creía estar entonces en posesión de un recurso de triunfo: una carta reciente de los escoceses pidiendo a Luis XIII su arbitraje en su conflicto con el rey. Para Carlos y Strafford esta carta constituye una traición, y el Parlamento debería compartir este mismo punto de vista. Sin embargo, cuando el Parlamento corto se reúne en abril de 1640, no da ninguna atención a esa carta y se centra en sólo en sus propias demandas y sus problemas internos. No acuerda conceder ningún medio para reanudar la guerra con Escocia, y la reunión se acaba tres semanas después, dejando al rey en una peor situación política, económica y militar.
El fracaso de Carlos I ante el Parlamento Corto demuestra que no tiene la aprobación de la nación inglesa y mejora enormemente la moral de los Covenanters. Como Carlos hacía, o más bien intentaba hacer preparativos para una nueva guerra, los escoceses hacían lo mismo. Se convoca una Convención de Estados, un parlamento sin autoridad real, que designa un comité ejecutivo para supervisar los preparativos para una "defensa justa y legítima de la religión, las leyes, la vida y la libertad del país". Al igual que en 1639, la oposición interna es apartada mediante el ataque de los Gordon de Huntly y de los Ogilvie de Airlie.
Las semanas pasan, comienza el verano y el rey permanece en Londres reuniendo todos los recursos posibles. No está demasiado preocupado porque le habían dicho que el ejército escocés que se reúne en la frontera no da señales de movimiento. Pero sus informaciones son incorrectas. En lugar de esperar a que Carlos I tome la iniciativa, los Covenanters lanzan un ataque preventivo, cruzando la frontera en gran número el 17 de agosto, seguros de no enfrentarse al rey en persona. Los escoceses barrieron a las fuerzas nordistas en la batalla de Newburn y ocupan Newcastle, cortando el suministro de carbón a Londres. La segunda guerra de los Obispos, apenas iniciada, está casi acabada.
Se abren conversaciones de paz en Ripon el 2 de octubre. Carlos espera un tratado personal, como el de Berwick. Pero los escoceses ya no estaban dispuestos a aceptar solamente la buena fe del rey e insisten en que el tratado final implique al Parlamento inglés. Al final del mes se concluyó un tratado provisional: los escoceses recibirían una suma abrumadora para el rey de 850 libras por día, y conservarían los territorios tomados del norte de Inglaterra hasta la conclusión de un tratado final en Londres. El traslado de las negociaciones a Londres es un movimiento particularmente peligroso para el rey, porque permitía una estrecha cooperación entre los Covenanters y el Parlamento inglés. Éste se reúne el 3 de noviembre en la primera reunión de lo que será el Parlamento largo.
Las negociaciones de paz culminan en la firma del Tratado de Londres, ratificado por el rey en agosto de 1641. Carlos I se compromete a retirar todas sus declaraciones en contra de los Covenanters y a ratificar las decisiones tomadas por el Parlamento de Edimburgo. Se otorgan reparaciones por una  cantidad de 300 000 libras, y los escoceses empezarán a retirar sus tropas del norte de Inglaterra cuando reciban el primer pago. Parte del problema se resuelve aparentemente, pero otro, más serio, aparece. En el verano de 1642, Carlos I no puede llegar a un acuerdo con el Parlamento inglés y es arrastrado hacia la guerra civil.